# Monomorium maryannae
Monomorium maryannae  (лат.) — вид мелких муравьёв рода Monomorium из подсемейства Myrmicinae. Эндемик Австралии (штаты Квинсленд, Западная Австралия, Северная территория). 

## Описание
Длина рабочих муравьёв составляет около 3 мм. Основная окраска оранжево-коричневого цвета (брюшко темнее). От близких видов отличается тонкой сетчатой скульптурой первого метасомального тергита (T1) в передней его трети. Длина головы 0,86—1,03 мм (ширина — 0,78—0,98). Усики 12-члениковые, булава из 3 сегментов. Голова крупная, субквадратная. Жвалы с 3 зубцами, клипеус вогнутый на антеродорсальном крае. Мезоплеврон и метаплеврон с альвеолярной скульптурой. Заднегрудка невооружёная, без проподеальных зубцов. Стебелёк между грудкой и брюшком состоит из двух члеников: петиолюса и постпетиолюса (последний четко отделен от брюшка), жало развито, куколки голые (без кокона). Муравьи-жнецы, собирающие семена растений и членистоногих. Таксон включён в видовую группу M. rothsteini complex. Вид был впервые описан в 2015 году австралийским мирмекологом Кэтрин Спаркс (Kathryn S.Sparks; South Australian Museum, North Terrace, Аделаида; Australian Centre for Evolutionary Biology and Biodiversity, and School of Earth & Environmental Sciences, The University of Adelaide, Австралия) и назван в честь Марианны Маккейдж (Maryanne McKaige).